# 南守谷児童センター
南守谷児童センター（みなみもりやじどうセンター）は、茨城県守谷市けやき台四丁目にある、児童センターである。

## 概要
2008年（平成20年）4月20日に設置された、守谷市の南部の拠点となる児童センターである。当施設は常総ニュータウン南守谷地区に設置されたもので、ほぼ同時期に、市北部の常総ニュータウン北守谷地区にも｢北守谷児童センター（キ・ターレ）｣が設置された。愛称の｢ミ・ナーデ｣は、南守谷地区の｢ミナ｣と｢みんなで｣を掛けた造語である。
- 所在地 〒302-0128 茨城県守谷市けやき台四丁目5番地1
- 開館時間 
  - 毎月第一水曜日、年末年始（12月29日 - 1月3日）を除く終日
    - 未就学児童（保護者同伴） 1月 - 4月 10時 - 17時、5月 - 9月 10時 - 18時（長期休暇期間は9時から）
    - 小学生 1月 - 4月 10時 - 17時、5月 - 9月 10時 - 18時（長期休暇期間は9時から）
    - 中学生・高校生 10時 - 20時（長期休暇期間は9時から）

### 無料利用施設
- 事務室（入館窓口）
- ミ・ナーデコーナー
- 図書コーナー
- メディアコーナー
- 遊戯室
- 乳児室
- 体育館
- 屋外広場

### 有料利用施設
事前予約の必要な有料施設である。児童本人または子育て関連での使用の場合、2ヶ月前より予約が可能。それ以外は1ヶ月前より予約が可能である。また、1ヶ月に予約できるのは2回までである。
全ての部屋で1団体あたり1時間単位で利用が可能であり、最大2時間の利用ができる。
- 工作室
- 調理室
- 視聴覚室兼集会室
- スタジオ
- 会議室
- 相談室

## 交通機関
当施設は、常総ニュータウン南守谷地区の遊歩道｢幸福の路｣沿いに存在する。
鉄道
- 関東鉄道常総線南守谷駅より徒歩8分

路線バス
首都圏新都市鉄道つくばエクスプレス守谷駅より
- ｢けやき台四丁目｣下車徒歩5分（西口1番乗り場・モコバスBルート右回り）
- ｢けやき台三丁目｣下車徒歩5分（西口3番乗り場・美園循環）

自家用車
- 常総ふれあい道路｢南守谷児童センター｣交差点東。専用駐車場有り。